# Pegomya hyoscyami
Pegomya hyoscyami är en tvåvingeart som först beskrevs av Georg Wolfgang Franz Panzer 1809.  Pegomya hyoscyami ingår i släktet Pegomya och familjen blomsterflugor. Arten är reproducerande i Sverige. Inga underarter finns listade i Catalogue of Life.

## Bildgalleri

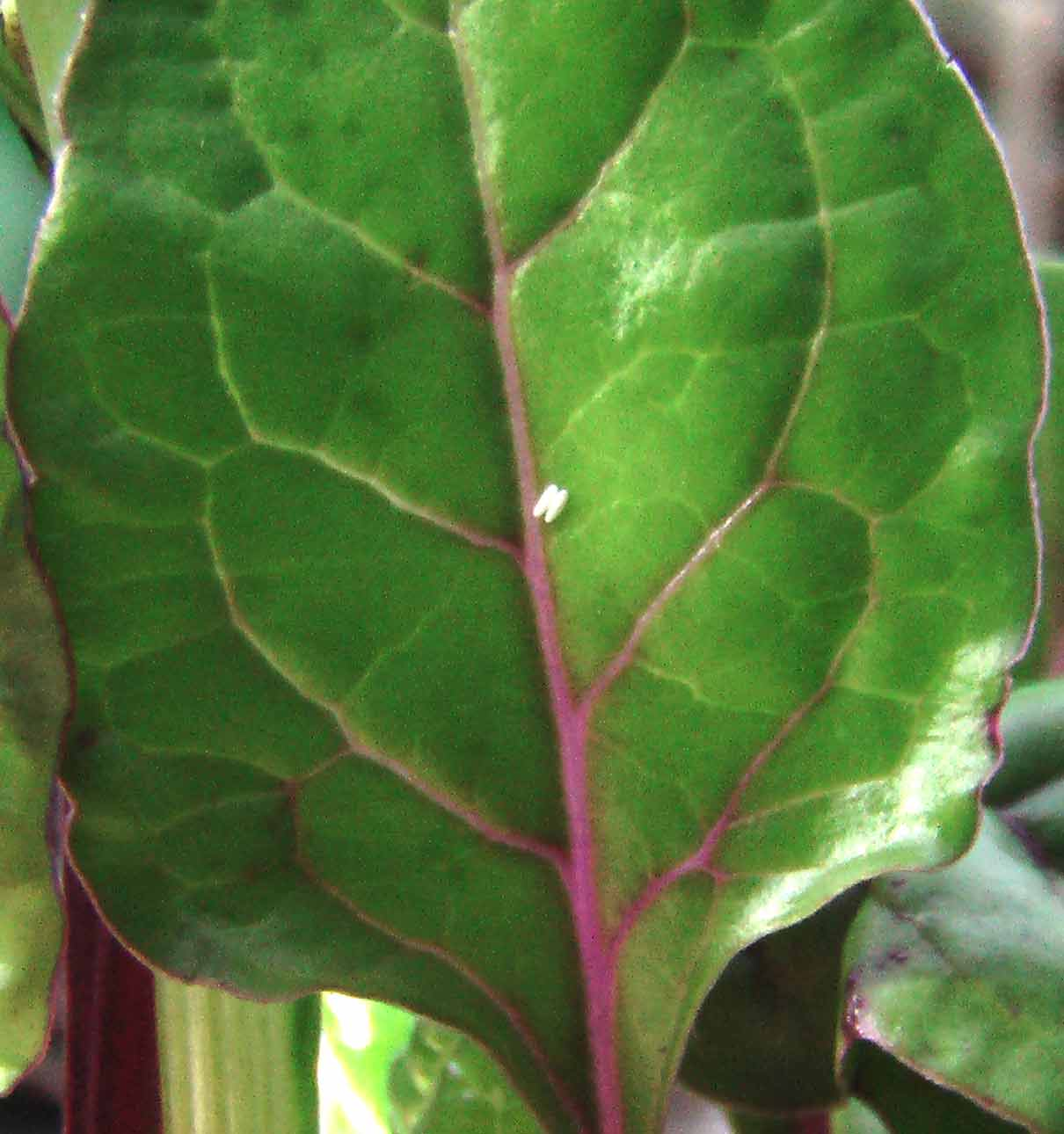
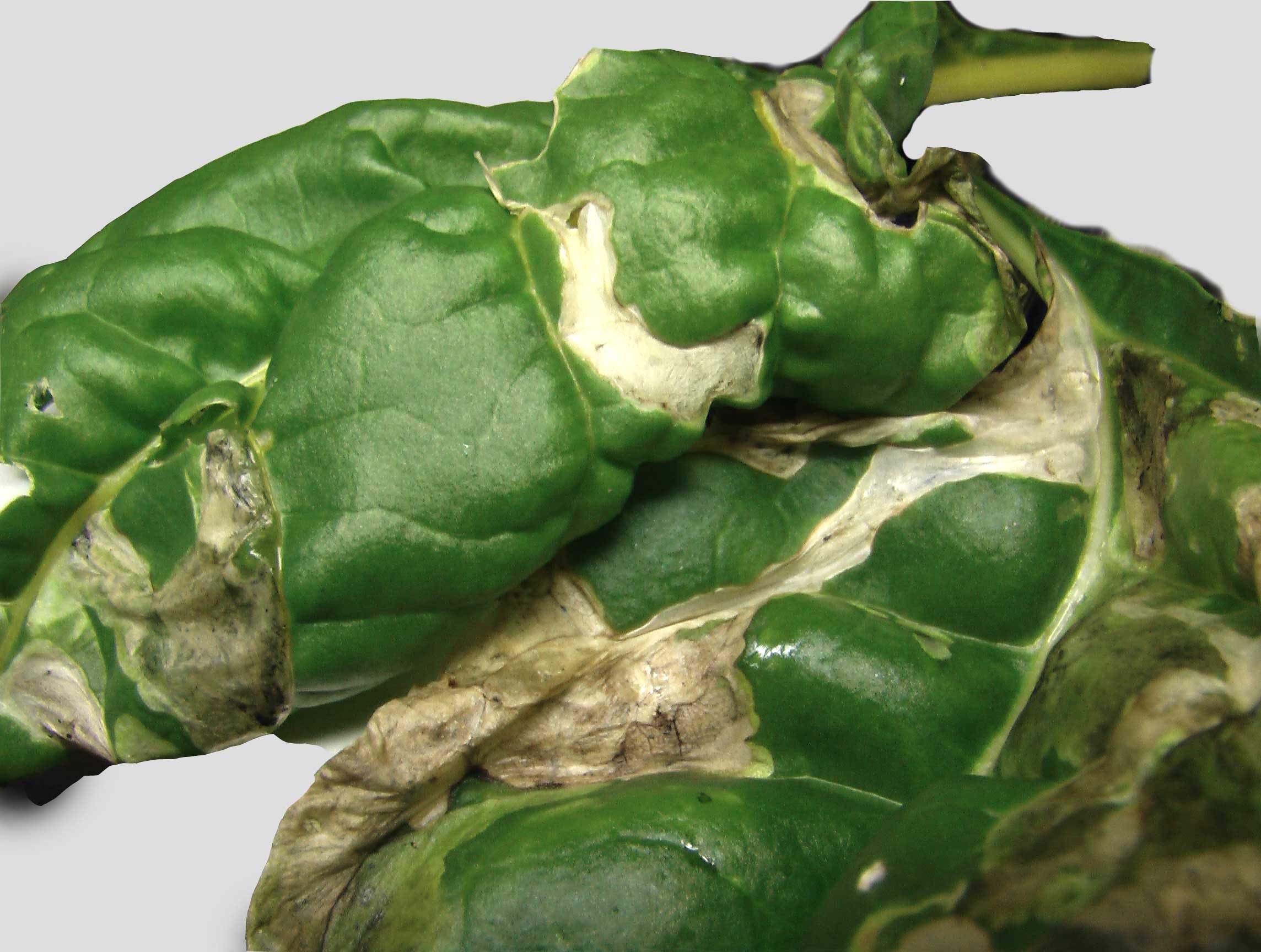
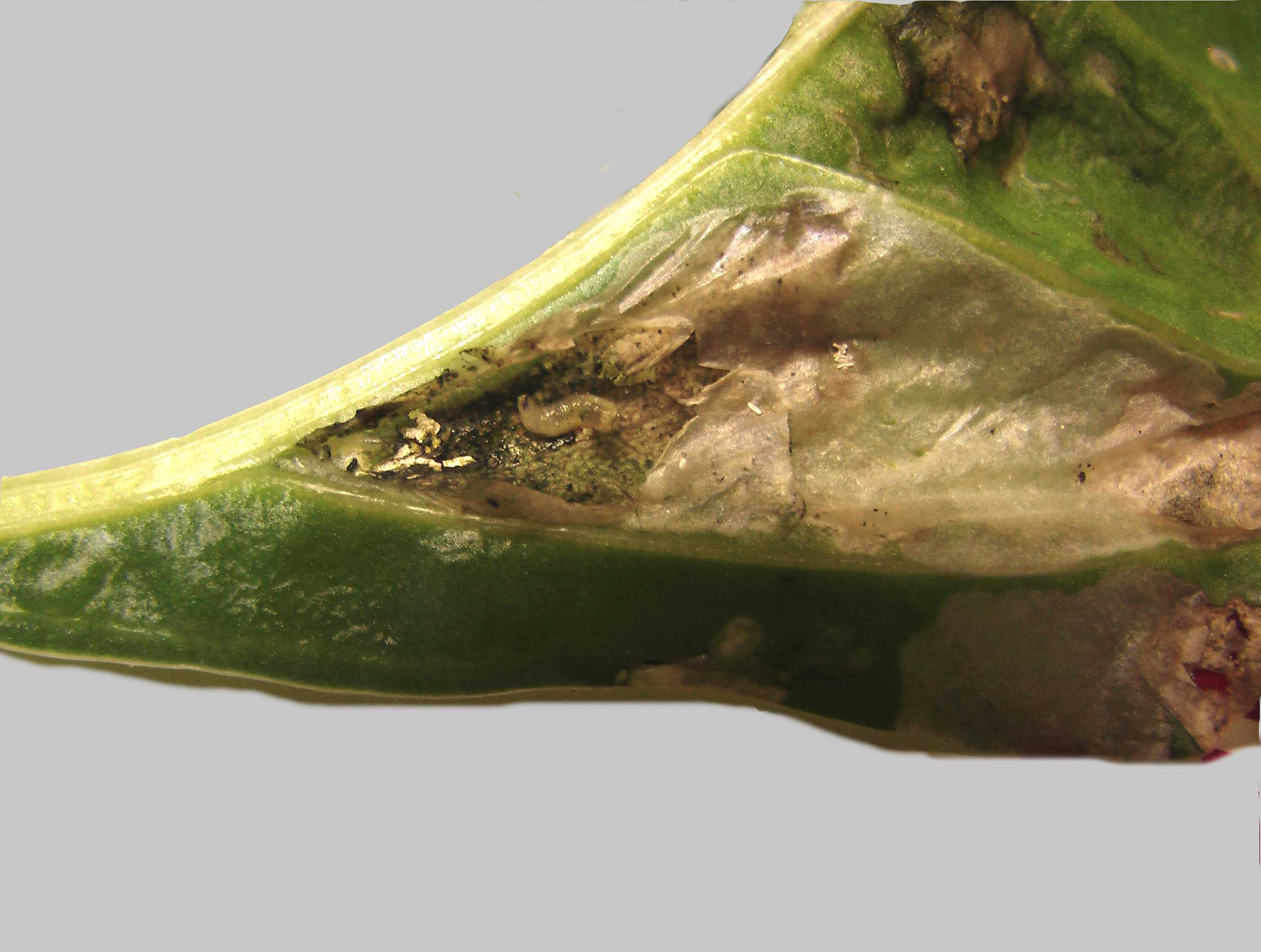
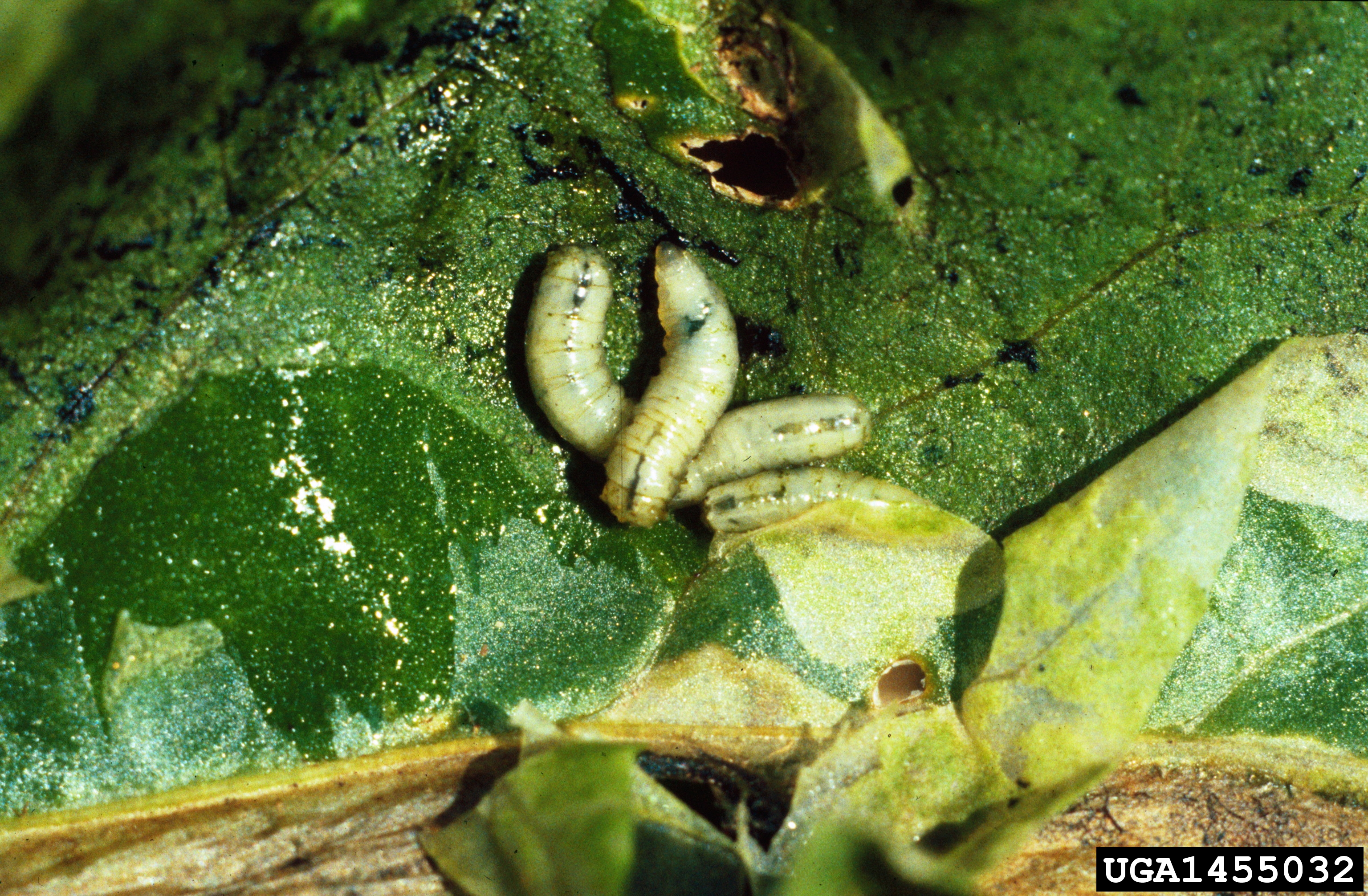